# Kristi brud

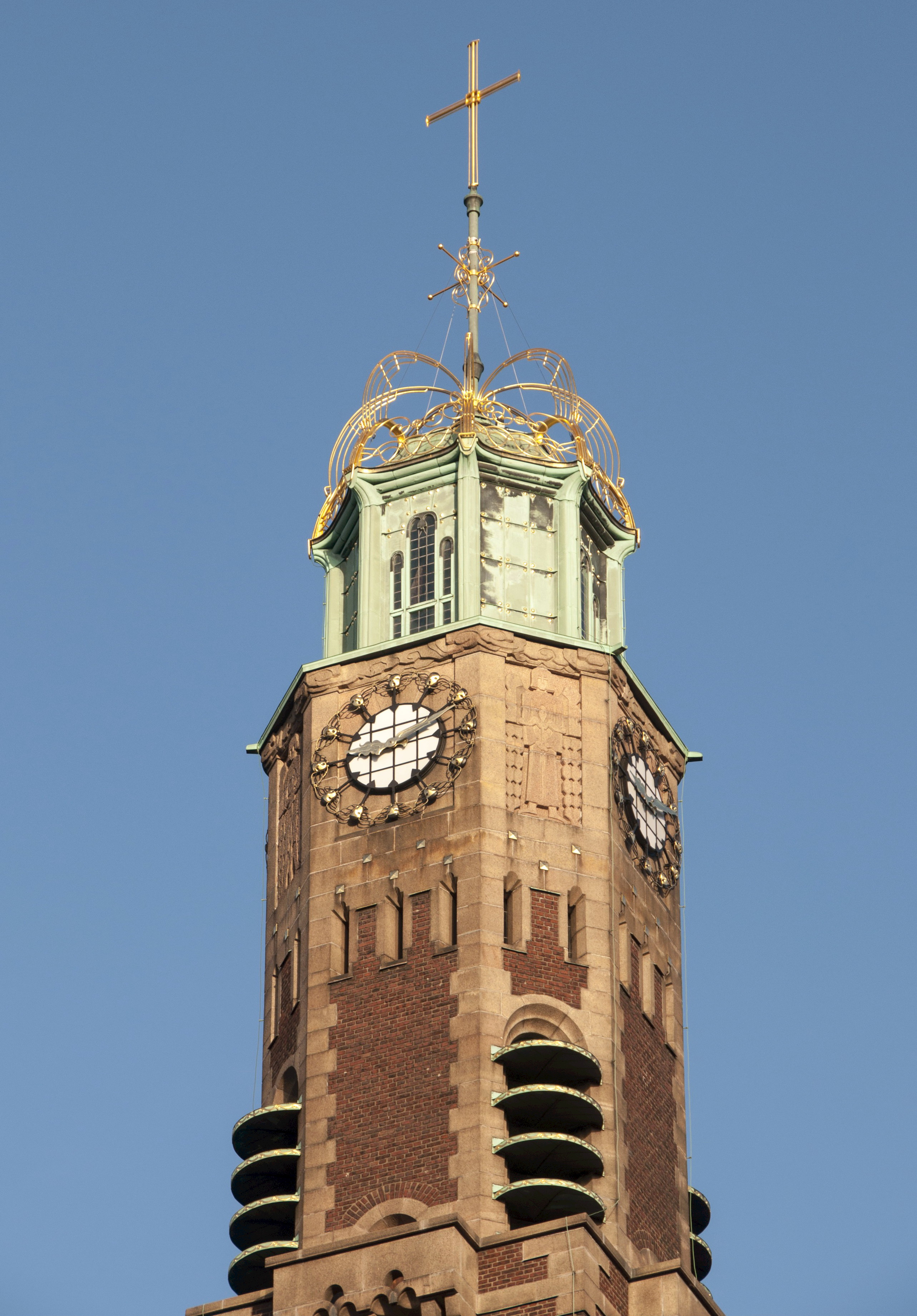
Den gyllene krona som kröner Engelbrektskyrkan i Stockholm föreställer en brudkrona, som symboliserar församlingens roll som Kristi brud.

Kristi brud är ett begrepp som hämtats ur Gamla Testamentet, där Israel beskrivs som Guds brud i Jesaja 54:5.. Därutöver har Höga visans kärlekssånger i judendomen tolkats som att de handlar om Guds kärlek till Israel. Den kristna kyrkan förde tidigt över detta på sig själv och man ser detta redan i  Nya Testamentet. I både Andra Korinthierbrevet 11:2 och Uppenbarelseboken 21 applicerar man begreppet Kristi brud på kyrkan eller församlingen som det nya Israel, med Jesus som brudgum. 
Manikeisten Faustus från Mileve och kyrkofadern Augustinus var överens att "bruden" var en metafor för Kyrkan. Kristna traditioner som i hög grad fokuserar på Höga visans sånger om Bruden benämns brudmystik, där såväl hela kyrkan som den enskilde kristne gentemot Kristus intar brudens position. Denna brudmystik är ibland en ganska okroppslig metafor, men vissa uttryck är mer livliga och har ibland setts som uttryckt för undertryckt sexualitet. 
Brudmystiken nådde en höjdpunkt i västkyrkan med Bernhard av Clairvaux (1091–1153). Ett känt exempel är Heliga Birgitta som tillämpade brudmystiken på sig själv dock utan de erotiska övertoner som förekommit på annat håll. Ett exempel på hur den mer allmänt tillämpats på kvinnor i kloster hittar man i Wilhelmina Ståhlbergs Anteckningar om svenska qvinnor (1864) där det skildras hur Magnus Ladulås skänkte sin sexåriga dotter Rikissa (död 1348) som adept till Sankta Klara kloster på 1280-talet. Vid mogen ålder avgav hon klosterlöften och blev sedermera klostrets abbedissa. ... med alla dess pligter, alla dess rättigheter och all den glans och ära, som härmer följde, ehuru en sådan högt uppsatt "Christi brud" var en för verlden undangömd...

## Katolska kyrkan
De katolska nunnorna ses ofta som ett slags Kristi brudar, och bär i många fall också en vigselring på fingret som tecken på att de vigt sitt liv åt Jesus. Sedan 1970 har man även återupptagit en äldre sed med jungfruvigning, där kvinnor vigs till celibat utan att ingå i någon orden. Enligt Katolska kyrkans katekes utgör dessa kvinnor "ett övernaturligt tecken på kyrkans kärlek till Kristus och en eskatologisk bild av denna himmelska brud och det kommande livet" Även de katolska prästernas celibat motiveras ibland med att de är vigda med kyrkan eller sin församling.

## Svenska kyrkan
En av de mer kända psalmerna i den evangeliskt-lutherska kyrkan inleds  Gläd dig, du Kristi brud och möt din Herre Gud. Den brukar sjungas under gudstjänster i advent och skildrar Jesu intåg i Jerusalem som att de sjungande kyrkobesökarna är aktiva deltagare i hyllningarna. Kristi brud är här såväl församlingen som Jerusalem, men inte egentligen staden på Jesu tid utan det himmelska Jerusalem enligt Uppenbarelseboken 21:2: "Och jag såg den heliga staden, det nya Jerusalem, komma ner ur himlen, från Gud, redo som en brud som är smyckad för sin man."

## Väckelsekristendom
Även sådan väckelsekristendom som predikat om uppryckandet har talat om församlingen, den sanna församlingen som Jesus kommer ta till sig vid uppryckandet (medan resten lämnas kvar), som Kristi brud.

## Knutby Filadelfiaförsamling
Ett modernt och mer udda exempel på termen "Kristi brud" uppstod i samband med Knutbymorden när en av församlingens pastorer, Åsa Waldau, fick detta epitet i media. Detta efter att hon ceremoniellt förlovat sig med Jesus den 29 mars 1999. Församlingen förnekade länge offentligt att det fanns en "brudlära" om att Waldau personligen skulle vara Kristi brud. Senare blev det tydligt att denna lära varit hemlig och bara omfattats av delar av församlingen[källa behövs].